# Naufrage du 27 mars 2009 en Méditerranée

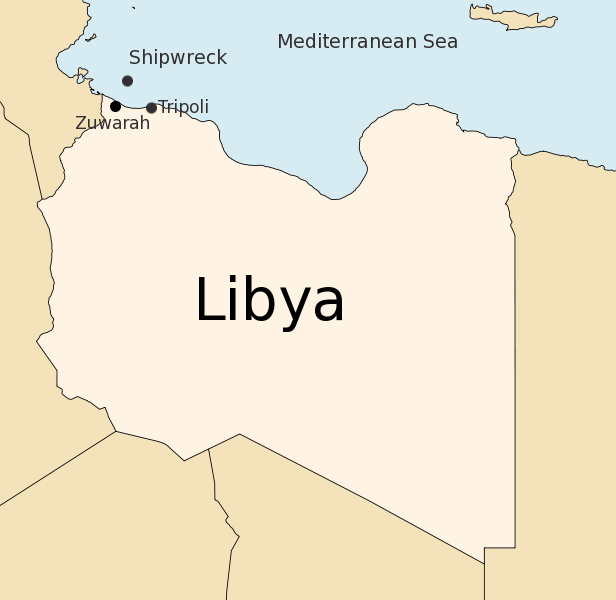
Carte montrant l'emplacement du naufrage en mer Méditerranée près de la côte libyenne le 27 mars 2009.

Le naufrage du 27 mars 2009, au large de la Libye, a fait au moins 21 morts et plus de 200 disparus,. Vingt-trois personnes ont été sauvées. La barque était partie de Sidi-Belal, dans la banlieue de Tripoli.